# Koriazhma
Koriazhma (en ruso: Коряжма) es una ciudad de Rusia perteneciente al óblast de Arcángel. Está situada en la orilla derecha del río Víchegda, 30 kilómetros al este de Kotlas.
Fue fundada en 1535 y obtuvo el reconocimiento de ciudad en 1985. Su población en el año 2006 era de 42 831 habitantes.